# José Antonio Gordillo Luna
José Antonio Gordillo Luna (Morón de la Frontera, Sevilla, 24 de gener de 1974) és un exfutbolista professional andalús, posteriorment entrenador de futbol.

## Carrera com a jugador
Gordillo va néixer a Morón de la Frontera, Sevilla, Andalusia, i va representar el Reial Betis en etapa juvenil. Va fer el seu debut com a sènior amb el filial l'1 de novembre de 1992, començant en un empat a Segona Divisió B fora de casa contra el Real Jaén.
Posteriorment Gordillo va representar el CE Castelló, el Reial Múrcia CF i el Gimnàstic de Tarragona a la tercera divisió, aconseguint l'ascens amb aquest últim la temporada 2000–01. Va fer el seu debut com a professional el 25 d'agost d'aquell any, jugant els 90 minuts complets en un empat 0-0 a casa contra el Racing de Santander.
Després de patir el descens de la Segona divisió espanyola de futbol 2001–02, Gordillo va aparèixer poques vegades durant la temporada 2002–03 a Segona B i va passar al conjunt de tercera divisió Pontevedra CF el gener de 2003. El juliol es va incorporar al Jaén, però es va retirar l'any següent després de participar en un sol partit.

## Estadístiques

### Com a jugador
| Club                   | País      | Any       | Partits | Gols |
| ---------------------- | --------- | --------- | ------- | ---- |
| Real Betis "B"         | Espanya   | 1992-1996 | 83      | 9    |
| CE Castelló            | Espanya   | 1996-1997 | 33      | 0    |
| Real Murcia            | Espanya   | 1997-1998 | 22      | 0    |
| Gimnàstic de Tarragona | Catalunya | 1998-2003 | 93      | 5    |
| Pontevedra CF          | Espanya   | 2003      | 18      | 1    |
| Real Jaén CF           | Espanya   | 2003-2004 | 1       | 0    |

### Com a entrenador
| Club                       | País      | Any         | P  | PG | PE | PP | % v.  |
| -------------------------- | --------- | ----------- | -- | -- | -- | -- | ----- |
| Écija Balompié (assistent) | Espanya   | 2008 - 2009 |    |    |    |    |       |
| Écija Balompié (interino)  | Espanya   | 2009        | 2  | 2  | 0  | 0  | 100   |
| Real Betis "C"             | Espanya   | 2009-2010   | 18 | 7  | 7  | 4  | 38.89 |
| UD Morón                   | Espanya   | 2016        | 7  | 2  | 2  | 3  | 28.57 |
| Llevant UE (assistent)     | Espanya   | 2018        | 10 | 8  | 1  | 1  | 80    |
| Gimnàstic de Tarragona     | Catalunya | 2018-       | 4  | 3  | 1  | 0  | 75    |